# Мерето ди Томба
Мерѐто ди То̀мба (на италиански: Mereto di Tomba; на фриулски: Merêt di Tombe, Мерет ди Томбе) е малко градче и община в Северна Италия, провинция Удине, автономен регион Фриули-Венеция Джулия. Разположено е на 98 m надморска височина. Населението на общината е 2736 души (към 2010 г.).